# Jasenová
Jasenová (in ungherese Jaszenova) è un comune della Slovacchia facente parte del distretto di Dolný Kubín, nella regione di Žilina.
Diede i natali a Matej Bencúr (1860-1928), scrittore noto con lo pseudonimo di Martin Kukučín.